# Histionotus
L'istionoto (gen. Histionotus) è un pesce osseo estinto, appartenente ai macrosemiidi. Visse tra il Giurassico superiore e il Cretaceo inferiore (circa 155 - 141 milioni di anni fa) e i suoi resti fossili sono stati ritrovati in Europa.

## Descrizione
Questo pesce era di piccole dimensioni e solitamente non superava i 15 centimetri di lunghezza. Possedeva un corpo piuttosto corto e leggermente appiattito lateralmente. La testa era ampia, e possedeva un muso appuntito terminante in una bocca piccola dotata di piccoli denti aguzzi. Erano presenti due pinne dorsali: la prima era a forma di vela, molto alta e appuntita, mentre la seconda iniziava immediatamente dopo il termine della prima ed era a forma di triangolo dalla base larga e basso. La pinna caudale era profondamente biforcuta, mentre la pinna anale, le pinne ventrali e le pinne pettorali erano di piccole dimensioni. La pinna anale si trovava pressoché opposta alla seconda pinna dorsale. Il corpo era ricoperto da scaglie rivestite di ganoina, di forma quadrangolare o simili a diamanti.

## Classificazione
Il genere Histionotus venne istituito nel 1854 da Egerton, sulla base di resti fossili ritrovati nei pressi di Swanage (Inghilterra) in terreni del Cretaceo inferiore (Berriasiano). La specie tipo è Histionotus angularis. Altre specie sono state ascritte a questo genere, tutte provenienti dal Giurassico superiore: H. parvus, H. reclinis e H. oberndorferi (Kimmeridgiano-Titoniano della Germania) e H. falsani (Kimmeridgiano della Francia). Tuttavia, oltre alla specie tipo solo queste ultime due sono comunemente accettate come specie valide, ed è possibile che H. falsani fosse identica a H. oberndorferi (Ebert, 2012).

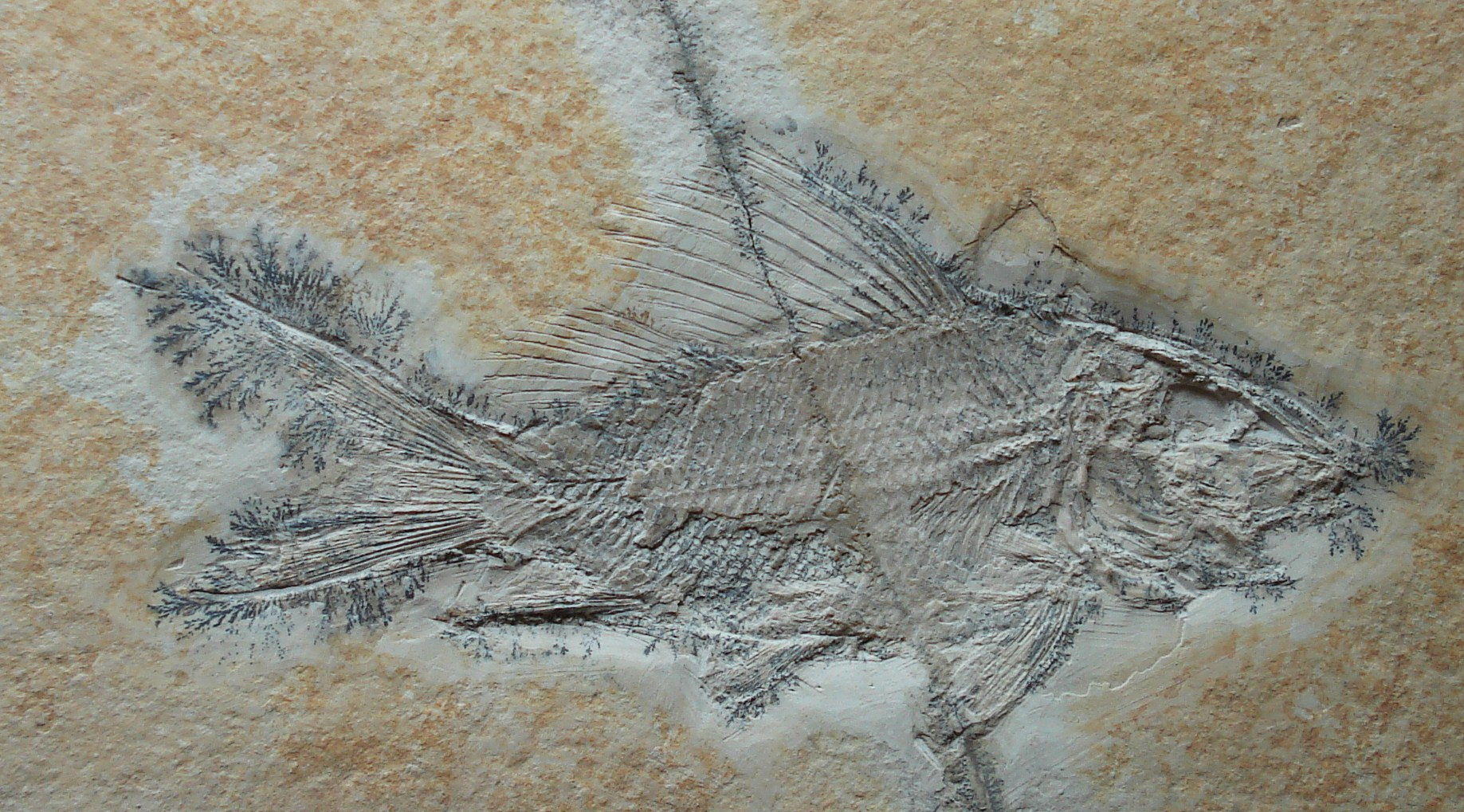
Fossile di Histionotus parvus

Histionotus è un rappresentante dei macrosemiidi, un gruppo di pesci semionotiformi solitamente di piccole dimensioni, caratterizzati da orbite di forma unica. All'interno del gruppo, sembra che Histionotus fosse strettamente imparentato con il genere Propterus. Ricerche più recenti (Ebert, 2012) indicano che quest'ultimo genere potrebbe a tutti gli effetti essere identico a Histionotus; in questo caso, il nome Propterus avrebbe la priorità.

## Paleobiologia

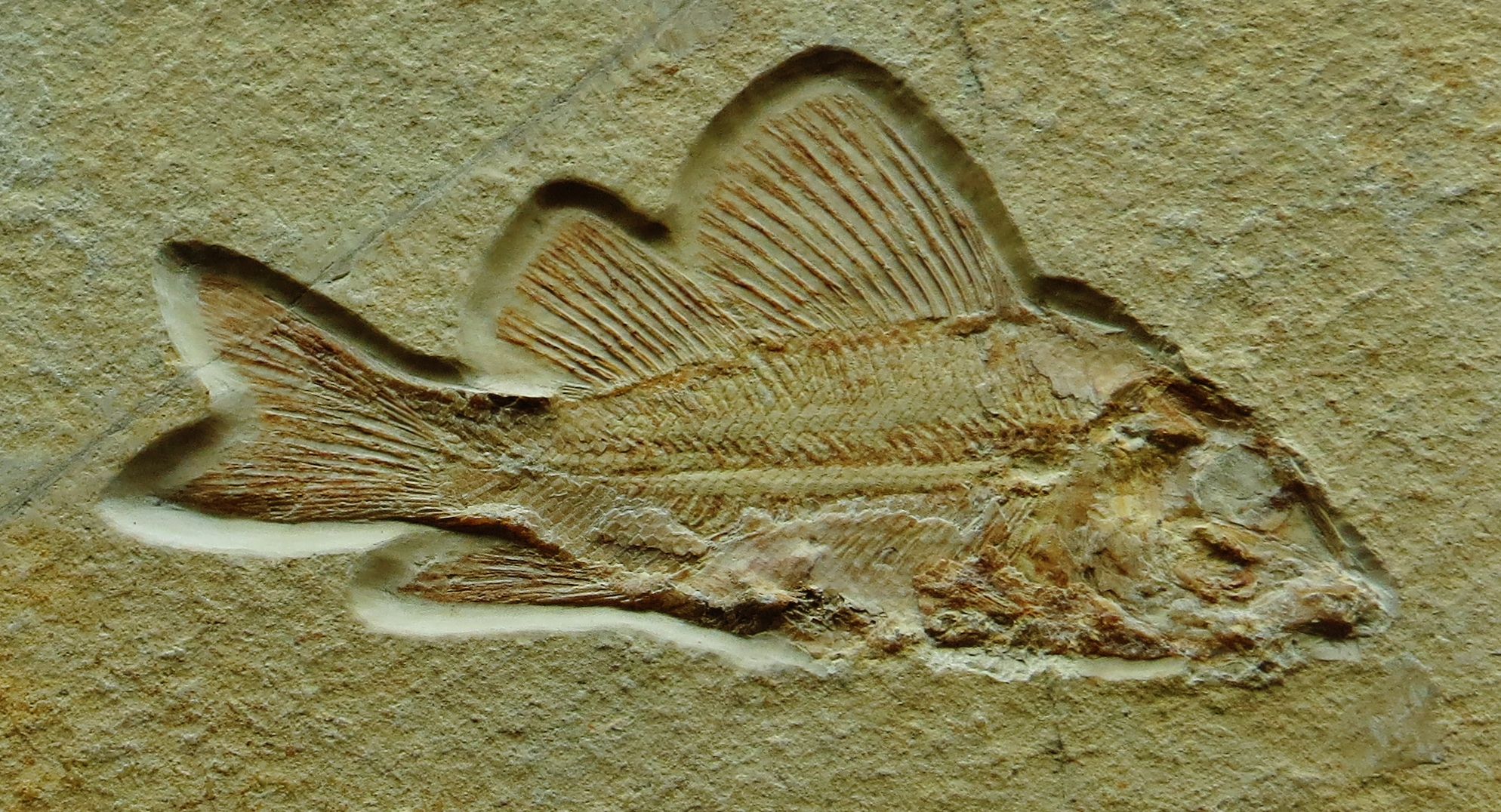
Fossile di Histionotus oberndorferi

Histionotus era un pesce di scogliera o di laguna, e viveva in acque basse e tranquille dove si cibava di piccoli animali invertebrati o di alghe.